# Michael John Rogers
Michael John Rogers (Sutton Coldfield, 5 de outubro de 1932 – 10 de outubro de 2006) foi um ornitólogo inglês.

## Vida
Nasceu em Sutton Coldfield (então em Warwickshire), Inglaterra, filho único do cervejeiro chefe da Cervejaria Ansells, em Birmingham, e estudou na King Edward's School, em Birmingham.  Ele se juntou ao West Midland Bird Club como um membro júnior em 1946 e rapidamente se estabeleceu como um dos melhores observadores de pássaros da região. Ele passou seu Serviço Nacional no Corpo de Inteligência do Exército. Em 1958 ingressou na Polícia Metropolitana. Em 1981, ele se aposentou como sargento- detetive, da força e alguns anos depois mudou-se primeiro para as ilhas de Scilly e depois, em 1987, para a Cornualha. Ele sofreu um leve derrame em 1991.
Em 1978 ele se tornou o Sussex Sociedade Ornitológica do gravador de pássaro. Por muitos anos, ele escreveu os relatórios Rare Birds na Grã-Bretanha que aparecem anualmente na British Birds. Ele também fundou a ACRE, a Associação de Gravadores e Editores do Condado, em 1993 e então assumiu a responsabilidade de ser seu secretário. 

Ele se casou brevemente na década de 1950. Ele não tinha filhos conhecidos. Fumante, morreu de câncer de pulmão.